# قاسم ساعدی
قاسم ساعدی (زاده ۱۳۴۴ دشت‌آزادگان) سیاستمدار ایرانی است، که بعنوان نمایندهٔ دشت آزادگان و هویزه، در دورهٔ دهم و یازدهم مجلس شورای اسلامی فعالیت می‌کرد. وی دانش‌آموخته کارشناسی ارشد جامعه‌شناسی است و در انتخابات دوره دهم مجلس شورای اسلامی، توانست از مجموع ۶۸٬۰۵۳ رای با کسب ۲۰٬۶۴۳ رای، معادل ۳۰٪ کل آرا، به مجلس راه پیدا کند.